# Lotfollah Safi Golpaygani
Lotfollah Safi Golpaygani (persan: لطف‌الله صافی گلپایگانی), est un membre du clergé et un homme politique iranien, né le 20 février 1919 à Golpayegan et décédé le 1er février 2022 à Qom. Il fut durant des années le plus ancien érudit du chiisme duodécimain. Il résidait à Qom et enseignait au même séminaire.

## Biographie
Lotfollah est né à Golpayegan le 20 février 1919 dans une famille très religieuse. Son père, Mohammad Javad Safi Golpaygani, était un Grand Ayatollah de haute renommée.
Enfant, il fut initié aux livres de bases de la littérature arabe puis a poursuivi des études islamiques sous la direction de son père, qui lui enseigna l''Aqîda, le Tafsir, le Hadîth, la jurisprudence islamique et l'Usul al-Fiqh.
À l'âge de 22 ans, il quitta sa ville natale et s'installa à Qom pour poursuivre ses études. Il s'est rendu ensuite à Nadjaf durant un an pour terminer sa formation. Il retourna ensuite à Qom pour enseigner, et participa également à l'apprentissage d'études islamiques avancées auprès de grands enseignants.
Adversaire farouche du Chah, une grande partie de son travail fut censurée par la SAVAK.
À la suite de la révolution iranienne, il fut un farouche partisan de l'Ayatollah Khomeini. Il a été élu membre de l'Assemblée des experts pour la constitution chargée de la révision du projet de constitution pour la nouvelle république islamique,.
Il devient membre du nouveau Conseil des gardiens en février 1980 chargé de veiller à la compatibilité des lois par rapport à la constitution et à l'islam, ainsi que de la validation ou du rejet des candidatures aux différentes élections. Khomeini le porta à la présidence de ce conseil à la fin de l'année 1980, où il restera jusqu'en 1986,.
Golpaygani a publié au cours de sa vie plus de 100 ouvrages en persan et en arabe,,.
Il décéda aux premières heures du matin du 1er février 2022 d'un arrêt cardiaque à l'âge de 102 ans.
Le clergé chiite fut très attristé de son décès, le guide suprême Ali Khamenei, Ali al-Sistani  et Hosein Vahid Khorasani envoyèrent des messages de condoléances à sa famille.
Ses funérailles ont eu lieu le lendemain à Qom, parmi une nombreuse assistance.
Son corps a été transféré à Kerbala et a été enterré dans le mausolée de l'imam Hussein, conformément à sa volonté.